# 910
Il 910 (CMX in numeri romani) è un anno  del X secolo.

## Eventi
- Chiesa cattolica: Guglielmo d'Alvernia, duca d'Aquitania, fonda l'abbazia di Cluny.
- Fatimidi: Il 6 giugno diventa Imam ʿUbayd Allāh al-Mahdī  ("il Ben Guidato [da Dio]".
- Storia: Archiprando da Rieti sconfigge i Saraceni nella battaglia di Trebula Mutuesca liberando la Sabina.

## Nati
- Aimaro di Cluny, abate francese († 965)
- Ekkeardo I, monaco cristiano e scrittore svizzero († 973)
- Ferdinando Gonzales, nobile spagnolo († 970)
- Guglielmo III di Aquitania, conte († 963)
- Nilo da Rossano, abate e santo italiano († 1004)
- Pons di Marsiglia, francese († 979)
- Eadgyth, nobile britannica († 946)
- Folmar I di Bliesgau, nobile tedesco
- Fujiwara no Asatada, poeta giapponese († 966)
- Minamoto no Saneakira, poeta giapponese († 970)

## Morti
- 10 aprile - Atenolfo I di Capua, principe (n. 865)
- 22 giugno - Gebeardo di Lotaringia, duca
- 22 giugno - Gerardo I di Metz, nobile tedesco
- 20 dicembre - Alfonso III delle Asturie, sovrano
- 23 dicembre - Naum di Ocrida, scrittore bulgaro
- Muhammad ibn Tahir, funzionario persiano
- Ingólfur Arnarson, esploratore norvegese (n. 849)
- Muncimiro di Croazia, sovrano croato
- Sosei, poeta e monaco buddista giapponese
- Junayd, mistico persiano (n. 835)
- Ishaq ibn Hunayn, traduttore e matematico arabo (n. 830)

## Calendario
| Calendario 910 | Calendario 910 | Calendario 910 | Calendario 910 | Calendario 910 | Calendario 910 | Calendario 910 | Calendario 910 | Calendario 910 | Calendario 910 | Calendario 910 | Calendario 910 | Calendario 910 | Calendario 910 | Calendario 910 | Calendario 910 | Calendario 910 | Calendario 910 | Calendario 910 | Calendario 910 | Calendario 910 | Calendario 910 | Calendario 910 | Calendario 910 | Calendario 910 | Calendario 910 | Calendario 910 | Calendario 910 | Calendario 910 | Calendario 910 | Calendario 910 | Calendario 910 | Calendario 910 |
| -------------- | -------------- | -------------- | -------------- | -------------- | -------------- | -------------- | -------------- | -------------- | -------------- | -------------- | -------------- | -------------- | -------------- | -------------- | -------------- | -------------- | -------------- | -------------- | -------------- | -------------- | -------------- | -------------- | -------------- | -------------- | -------------- | -------------- | -------------- | -------------- | -------------- | -------------- | -------------- | -------------- |
|                | 1              | 2              | 3              | 4              | 5              | 6              | 7              | 8              | 9              | 10             | 11             | 12             | 13             | 14             | 15             | 16             | 17             | 18             | 19             | 20             | 21             | 22             | 23             | 24             | 25             | 26             | 27             | 28             | 29             | 30             | 31             |                |
| Gennaio        | Lu             | Ma             | Me             | Gi             | Ve             | Sa             | Do             | Lu             | Ma             | Me             | Gi             | Ve             | Sa             | Do             | Lu             | Ma             | Me             | Gi             | Ve             | Sa             | Do             | Lu             | Ma             | Me             | Gi             | Ve             | Sa             | Do             | Lu             | Ma             | Me             |                |
| Febbraio       | Gi             | Ve             | Sa             | Do             | Lu             | Ma             | Me             | Gi             | Ve             | Sa             | Do             | Lu             | Ma             | Me             | Gi             | Ve             | Sa             | Do             | Lu             | Ma             | Me             | Gi             | Ve             | Sa             | Do             | Lu             | Ma             | Me             |                |                |                |                |
| Marzo          | Gi             | Ve             | Sa             | Do             | Lu             | Ma             | Me             | Gi             | Ve             | Sa             | Do             | Lu             | Ma             | Me             | Gi             | Ve             | Sa             | Do             | Lu             | Ma             | Me             | Gi             | Ve             | Sa             | Do             | Lu             | Ma             | Me             | Gi             | Ve             | Sa             |                |
| Aprile         | Do             | Lu             | Ma             | Me             | Gi             | Ve             | Sa             | Do             | Lu             | Ma             | Me             | Gi             | Ve             | Sa             | Do             | Lu             | Ma             | Me             | Gi             | Ve             | Sa             | Do             | Lu             | Ma             | Me             | Gi             | Ve             | Sa             | Do             | Lu             |                |                |
| Maggio         | Ma             | Me             | Gi             | Ve             | Sa             | Do             | Lu             | Ma             | Me             | Gi             | Ve             | Sa             | Do             | Lu             | Ma             | Me             | Gi             | Ve             | Sa             | Do             | Lu             | Ma             | Me             | Gi             | Ve             | Sa             | Do             | Lu             | Ma             | Me             | Gi             |                |
| Giugno         | Ve             | Sa             | Do             | Lu             | Ma             | Me             | Gi             | Ve             | Sa             | Do             | Lu             | Ma             | Me             | Gi             | Ve             | Sa             | Do             | Lu             | Ma             | Me             | Gi             | Ve             | Sa             | Do             | Lu             | Ma             | Me             | Gi             | Ve             | Sa             |                |                |
| Luglio         | Do             | Lu             | Ma             | Me             | Gi             | Ve             | Sa             | Do             | Lu             | Ma             | Me             | Gi             | Ve             | Sa             | Do             | Lu             | Ma             | Me             | Gi             | Ve             | Sa             | Do             | Lu             | Ma             | Me             | Gi             | Ve             | Sa             | Do             | Lu             | Ma             |                |
| Agosto         | Me             | Gi             | Ve             | Sa             | Do             | Lu             | Ma             | Me             | Gi             | Ve             | Sa             | Do             | Lu             | Ma             | Me             | Gi             | Ve             | Sa             | Do             | Lu             | Ma             | Me             | Gi             | Ve             | Sa             | Do             | Lu             | Ma             | Me             | Gi             | Ve             |                |
| Settembre      | Sa             | Do             | Lu             | Ma             | Me             | Gi             | Ve             | Sa             | Do             | Lu             | Ma             | Me             | Gi             | Ve             | Sa             | Do             | Lu             | Ma             | Me             | Gi             | Ve             | Sa             | Do             | Lu             | Ma             | Me             | Gi             | Ve             | Sa             | Do             |                |                |
| Ottobre        | Lu             | Ma             | Me             | Gi             | Ve             | Sa             | Do             | Lu             | Ma             | Me             | Gi             | Ve             | Sa             | Do             | Lu             | Ma             | Me             | Gi             | Ve             | Sa             | Do             | Lu             | Ma             | Me             | Gi             | Ve             | Sa             | Do             | Lu             | Ma             | Me             |                |
| Novembre       | Gi             | Ve             | Sa             | Do             | Lu             | Ma             | Me             | Gi             | Ve             | Sa             | Do             | Lu             | Ma             | Me             | Gi             | Ve             | Sa             | Do             | Lu             | Ma             | Me             | Gi             | Ve             | Sa             | Do             | Lu             | Ma             | Me             | Gi             | Ve             |                |                |
| Dicembre       | Sa             | Do             | Lu             | Ma             | Me             | Gi             | Ve             | Sa             | Do             | Lu             | Ma             | Me             | Gi             | Ve             | Sa             | Do             | Lu             | Ma             | Me             | Gi             | Ve             | Sa             | Do             | Lu             | Ma             | Me             | Gi             | Ve             | Sa             | Do             | Lu             |                |